# Hitliste
En hitliste rangerer musik, typisk efter salgstal eller afstemninger. Hitlister laves periodevis, fx for en uge, et år eller et årti. De første hitlister blev lanceret i USA i 1940. I Danmark blev de første hitlister over tidens musik udgivet i 1953. Siden da har hitlisterne med skiftende formater og betydning været et af de faste indslag i mediebilledet.

## Kategorier
Der findes tre overordnede kategorier af hitlister:
1) Salgsbaserede hitlister
2) Airplayhitlister
3) Stemmebaserede hitliste
I nogle tilfælde kombineres reglerne, så store salgstal betyder, at en sang indstilles til en læser/lytterbestemt liste.

## Historie
Billboard magazine udgav de første amerikanske hitlister over musiksalg og radioafspilning i juli 1940. Op gennem 1940’erne udvikledes konceptet til også at rumme hitlister over specifikke genrer.
I løbet af de efterfølgende årtier spredte hitlisterne sig til de fleste andre lande. I England blev de første hitlister over grammofonsalg udgivet af New Musical Express (NME) i 1952. Da netop USA og England i stigende grad indtog de førende positioner i den internationale musikindustri efter Anden Verdenskrig, udgjorde hitlisterne fra disse to lande i vid udstrækning en hovedkilde for europæiske musikforlæggere og pladeselskaber, når der skulle indkøbes musik fra udlandet. Også radioværter har gennem tiden ofte orienteret sig efter disse hitlister. I Europa fik den engelske hitliste særlig betydning, fordi den blev bragt i Radio Luxembourg, som var meget populær i 1950’erne og 1960’erne. Netop radiohitlister har haft særlig stor betydning på grund af muligheden for at høre selve musikken. Det samme gælder de streamingbaserede musiktjenester som Spotify og Wimp, hvor hitlister er en del af indholdet.
Dette er blot det seneste eksempel på, at hitlisterne løbende har ændret form og platforme i takt med den medieteknologiske udvikling: Fra de første hitlister, som for salgshitlisternes vedkommende var delt i særlige lister for noder og grammofonplader, til i dag, hvor man kan finde hitlister for såvel fysisk salg, som download og streaming.

### Danmark
I Danmark blev den første hitliste udgivet af Det Ny Radioblad Se & Hør i marts 1953. Fra 1955 til 1965 udgav Musikbureauet Quan en månedlig salgsbaseret hitliste, som blev gengivet i dagbladet BT fra 1956 til 1961 og i dagbladet Ekstra Bladet fra 1963 til marts 1965. Da BT fra august 1961 udgav deres egne månedshitlister, var der fra dette tidspunkt flere konkurrerende hitlister, og frem til 1965 eksploderede antallet af danske hitlister i de skrivende medier i takt med det stigende antal af pop- og beatmagasiner. Desuden havde først piratradioerne Radio Mercur og DCR og siden Danmarks Radio præsenteret radiohitlister (se nedenfor).
I april 1965 udgav grammofonselskabernes brancheorganisation IFPI for første gang en officiel månedshitliste, som blev gengivet i såvel Ekstra Bladet og BT som Politiken. IFPI har siden med forskellige intervaller, primært enten månedligt eller ugentligt, udgivet sådanne officielle hitlister over musiksalget i Danmark.
Gennem tiden har der desuden efterfølgende været mange alternative hitlister i aviser og magasiner. Ekstra Bladet lavede eksempelvis deres egen fra juni 1986 til december 1987, øjensynligt i protest imod måden, hvorpå de officielle hitlister blev sammensat. Fra 1988 bragte de i stedet DR’s Top 20.
Siden 2001, hvor de officielle hitlister har været tilgængelige på Internettet, har der ikke været den samme interesse for gengivelse af hitlister i trykte medier. Til gengæld bruges de flittigt på diverse musiktjenester foruden i radioen, som gennem tiden har været den vigtigste platform for hitlisteformatet.

### Danske radiohitlister
Siden slutningen af 1950'erne har der været mange forskellige danske radiohitlister. Den første blev udsendt af den danske piratradio Radio Mercur i 1959, men det var først, da Danmarks Radio fulgte efter fra 1962, at formatet for alvor fik betydning i Danmark. Den første DR-hitliste var den stemmebaserede singlehitliste Ti vi ka’ li’, som blev sendt i perioden oktober 1962 til juni 1964. Derefter fulgte den salgsbaserede singlehitliste ”Top 20”, som fra lanceringen i slutningen af januar 1963 fik stor bevågenhed. Listen blev sammensat af værten, Jørgen de Mylius, selv ud fra stikprøveopringninger til en række danske grammofonforhandlere. Begge disse hitlister lukkede i 1964.
Top 20 blev atter sendt fra efteråret 1966 til februar 1969, hvor den blev afløst af den stemmebaserede hitliste ”Top 10” (fra 1972 ”Tipparaden”) for musik på andre sprog end dansk og den salgsbaserede liste ”LP Top 10”. Dermed havde man tre danske radiohitlister efter oprettelsen af den dansksprogede hitliste Dansktoppen i september 1968. Antallet af hitlisteudsendelser i DR-regi toppede i en kort periode fra oktober 1972 til maj 1973, hvor man efter en reintroduktion af salgslisten for singler under titlen ”Hitparaden” var oppe på hele fire forskellige radiohitlister.
Herefter blev salgslisterne for singler og LP’er slået sammen i en ”Top 30”-liste (fra september 1974 ”Top 20”), så man fra 1973 til 1977 atter havde tre hitlister: Dansktoppen, Tipparaden og salgslisten Top 30/Top 30. I marts 1977 blev alle tre hitlisteprogrammer lukket som følge af en principbeslutning i Danmarks Radio.
Man skal derfor frem til lokalradioernes fødsel i midten af 1980'erne, før radiohitlisterne atter blev en del af mediebilledet. Til gengæld var hitlisteformatet et vigtigt redskab for såvel små som store lokalradioer, og i løbet af anden halvdel af 1980’erne valgte Danmarks Radio at følge trop ved atter at bringe radiohitlister, først med ”Det Elektriske Barometer” (sendt første gang i november 1986), og siden for alvor med genindførslen af ”Top 20” fra januar 1988. Med den første relancering af Dansktoppen i 1991 var der atter tre hitlister i DR-regi, og selvom programformatet har haft skiftende prioritering i DR, har der været hitlister på programmet siden 1986. Af de nævnte eksisterer Det elektriske Barometer og Dansktoppen stadig. Også på lokalradioer og de kommercielle radiostationer er hitlisterne fast indhold.

### Danske TV-hitlister
Også på TV har der løbende været bragt musikhitlister, dog mere sporadisk end i radioen. Den første TV-hitliste blev præsenteret af Danmarks Radio i musikprogrammet Eldorado fra 1983 til 1985. Det var atter engang Jørgen de Mylius, der var vært, og det samme var tilfældet, da DR TV hver måned i 1989 bragte Hitlisten, som udelukkende var for dansk musik.
I begyndelsen af 1990’erne spredte hitlistekonceptet sig til flere tv-stationer. Såvel DR som TV2 og TV3 havde løbende sådanne programmer. Disse lister var primært baseret på stemmer fra brugerne. Også i det 21. århundrede har der været hitlister i dansk TV, senest Boogie Listen, som baseredes på stemmer fra børn og unge.
Eksempler på musik-hitlister:
- Hit-listen (Danmark)
- Billboard Charts (USA)
- UK Single Chart (UK)